# 罗伯特·马丁
罗伯特·马丁（英語：Robert Martin，1916年3月31日—1992年1月16日），美国音频工程师。他曾因电影艳窟大扫荡提名奥斯卡最佳音响效果奖。

## 部分影视作品
- 艳窟大扫荡（英语：Gaily, Gaily） (1969)[1]